# Trawniki (Rosja)
Trawniki (ros. Травники) – wieś (sieło) w Rosji, w obwodzie czelabińskim, w rejonie czebarkulskim. W 2010 liczyła 2334 mieszkańców.